# Ministère de l'Équipement (Niger)
Pour les articles homonymes, voir Ministère de l'Équipement.
Le ministère de l'Équipement du Niger est le ministère nigérien chargé de l'Équipement sur le territoire du Niger.

## Description

### Siège
Le ministère de l'Équipement au Niger a son siège à Niamey.

### Attributions
Ce département ministériel du gouvernement nigérien est chargé de définir et de mettre en œuvre la politique du Niger en matière d'équipement.

### Ministres
Le ministre de l'Équipement du Niger est Moctar Gado Sabo.